# Andrew Robertson
Andrew Henry Robertson (Glasgow, 11. ožujka 1994.) škotski je nogometaš koji igra na poziciji lijevog beka. Trenutačno igra za Liverpool.

## Rani život i karijera
Robertson je rođen u Glasgowu. Od 2006. do 2012. godine pohađao je srednju školu „Sv. Ninian” u Giffnocku, Istočni Renfrewshire, Škotska, gdje je bio kapetan nogometne momčadi. Također je igrao za Giffnock Soccer Centre i zatim se pridružio Celticu, ali je vrlo brzo otpušten iz kluba jer su smatrali da je previše nizak. Zatim je potpisao za Queen's Park.

## Klupska karijera

### Queen's Park
Za Queen's Park debitirao je u utakmici Scottish Challenge Cupa u kojoj je njegov klub pobijedio Berwick Rangerse (2:2, 2:3 na penale). Tijekom sezone nastupao je četrdesetak puta te je s klubom završio na trećem mjestu u Škotskoj trećoj diviziji. Prvi pogodak za klub postigao je 13. studenog 2012. u utakmici protiv East Stirlingshirea koju je Queen's Park izgubio 2:1.

### Dundee United
Robertson je potpisao za škotskog prvoligaša Dundee United sa svojim suigračem iz Queen's Parka, Aidanom Connollyjem, 3. lipnja 2013., zauzevši mjesto odlazećeg Barryja Douglasa, koji je tri godine ranije također prešao iz Queen's Parka u Dundee United. Zahtjevi Queen's Parka da im se isplati iznos transfera za Barryja Douglasa bili su ignorirani, zbog čega su se oni protivili daljnjem prelasku njihovih igrača u Dundee United. Na kraju, Queen's Park i Dundee United dogovorili su da im dug, odnosno neisplaćena cijena transfera za Barryja Douglasa, bude isplaćena naknadno, kao postotak od budućih transfera u druge klubove, što se ispostavilo kao veoma unosan potez.
Robertson je ubrzo postao standardni prvotimac pod trenerom Jackiejem McNamarom, a debi je imao već na otvaranju sezone, u utakmici bez golova protiv Particka Thistlea. Dana 22. rujna 2013. Robertson je postigao svoj prvi gol za Dundee United i to u utakmici protiv Motherwella, koja je završila 2:2. Krenuvši sa svoje polovice terena, s daljine od preko 20 metara, uspio je postići svoj prvi gol za klub. Nedugo zatim, potpisao je novi ugovor s Dundee Unitedom, kojim je sebi produljio ostanak u klubu do svibnja 2016. Ubrzo nakon toga proglašen je za najboljeg mladog igrača u okviru Scottish Professional Football Leaguea, za rujan 2013., a dva mjeseca kasnije za najboljeg igrača tog mjeseca. Dana 12. travnja 2014. Robertson je igrao u polufinalnoj utakmici kupa protiv Rangersa (3:1). U travnju 2014. Robertson je osvojio godišnju nagradu PFA Scotlanda za najboljeg mladog nogometaša te ga je PFA Scotland uvrstio u momčad godine za sezonu 2013./14. škotskog Premiershipa.

### Hull City
U srpnju 2014. Dundee United prihvatio je ponudu Hull Cityja, kluba koji se tada natjecao u engleskoj Premier ligi, za transfer Robertsona vrijedan 2,85 milijuna funti. Dana 29. srpnja, Robertson je potpisao trogodišnji ugovor s Hull Cityjem. Debitirao je na dan otvaranja sezone, u utakmici protiv Queens Park Rangersa koju je Hull City dobio 1:0. Robertson se brzo prilagodio Hull Cityju i ustalio se na bočnoj poziciji te je već u kolovozu 2014. proglašen najboljim igračem kluba za taj mjesec. Te je sezone Hull City ispao iz Premier lige u Championship. Prvi gol za Hull City postigao je 3. studenog 2015. u utakmici Championshipa protiv Brentforda (2:0). Robertson je bio dio prvog sastava Hull Cityja u finalnoj utakmici doigravanja za promociju u Premier ligu, odigrane protiv Sheffield Wednesdaya. Tu je utakmicu Hull City dobio s minimalnih 1:0 te je time izborio promociju u Premier ligu.

### Liverpool
Robertson je 21. srpnja 2017. potpisao višegodišnji ugovor s Liverpoolom za početni iznos od 8 milijuna funti. Dana 19. kolovoza debitirao je u utakmici protiv Crystal Palacea koju je Liverpool dobio s minimalnih 1:0. Također je imenovan najboljim igračem te utakmice. Robertson je započeo sezonu 2017./18. kao zamjena za Alberta Morena, no od prosinca kada se Moreno ozlijedio, Robertson je odigrao niz utakmica. Svojom igrom na utakmici odigrane 14. siječnja protiv Manchester Cityja koji se tada nalazio na vrhu lige (4:3), Robertson je pridobio naklonost navijača Liverpoola. Svoj prvi gol za klub postigao je posljednjeg dana sezone 2017./18. na utakmici protiv Brighton & Hove Albiona (4:0).
Robertson je nastavio igrati kao standardni prvotimac u Liverpoolu tijekom sezone 2018./19. U siječnju 2019. potpisao je novi ugovor s klubom i to u trajanju od 5 godina. Kevin Kilbane proglasio ga je najboljim lijevim bekom u Premier ligi, a Phil Neville najboljim na svijetu. Dana 25. travnja 2019. Robertson je imenovan članom PFA Momčadi godine s trojicom klupskih suigrača: Trentom Alexander-Arnoldom, Sadijem Manéom i Virgilom van Dijkom.
S Liverpoolom je 1. lipnja 2019. pobijedio Tottenham Hotspur 2:0 u finalu UEFA Lige prvaka 2018./19. Svoj prvi gol u nekom europskom natjecanju postigao je u utakmici grupne faze UEFA Lige prvaka 2019./20. odigrane 2. listopada 2019. protiv Red Bull Salzburga (4:3).

## Reprezentativna karijera
Robertson je prvi put pozvan da igra za Škotsku do 21 godine u listopadu 2013. Debitirao je kao zamjena u utakmici protiv reprezentacije Slovačke do 21 godine (2:1). Robertson je ponovo pozvan da igra za selekciju do 21 godine u studenom 2015. godine jer A selekcija tada nije igrala niti jednu utakmicu.
Za A selekciju Škotske debitirao je 5. ožujka 2014. kao zamjena u prijateljskoj utakmici protiv Poljske (1:0). Dana 28. svibnja 2014. odigrao je svoju prvu utakmicu za A selekciju od prve minute utakmice i to protiv Nigerije (2:2). Svoj prvi gol u dresu Škotske postigao je 18. studenog 2014. u prijateljskoj utakmici protiv Engleske (1:3).

## Priznanja

### Individualna
- Mladi igrač godine prema izboru PFA Scotlanda: 2013./14.[15]
- Član momčadi godine prema izboru PFA Scotlanda: 2013./14.[17]
- Igrač mjeseca Scottish Professional Football Leaguea: studeni 2013.[13]
- Mladi igrač mjeseca Scottish Professional Football Leaguea: rujan 2013.[13]
- PFA Momčad godine: 2018./19. (FA Premier liga),[41] 2019./20. (FA Premier liga)[42]
- Član momčadi sezone UEFA Lige prvaka: 2018./19.[43]
- FIFA FIFPro World11 (nominiran): 2019. kao 7. branič[44]
- UEFA Momčad godine: 2019.[45]
- ESM Momčad godine: 2019./20.[46]

### Klupska
Dundee United
- Škotski kup (finalist): 2013./14.[47]

Hull City
- Doigravanje Football League Championshipa: 2016.[48]

Liverpool
- FA Premier liga: 2019./20.[49]
- UEFA Liga prvaka: 2017./18. (finalist),[50] 2018./19. (osvajač)[51]
- UEFA Superkup: 2019.[52]
- FIFA Svjetsko klupsko prvenstvo: 2019.[53]

## Vanjske poveznice
- Profil, Liverpool
- Profil, Škotski nogometni savez
- Profil, Soccerbase